# Johannes de Doper (Titiaan)
Johannes de Doper (Italiaans: San Giovanni Battista) is een schilderij van Titiaan, dat hij omstreeks 1540 maakte. Sinds 1807 maakt het deel uit van de collectie van de Gallerie dell'Accademia in Venetië.

## Herkomst
Het schilderij is afkomstig uit de Santa Maria Maggiore in Venetië. Daar hing het rechts van het koor in de aan Johannes de Doper gewijde kapel van de familie Polani. In 1807 werd het overgebracht naar het museum.
Er zijn geen bronnen waarmee het altaarstuk nauwkeurig gedateerd kan worden. Het moet gemaakt zijn voor 1557, het jaar waarin het werd beschreven door Ludovico Dolce in Aretino, een boek over de schilderkunst. Vasari haalde het schilderij aan in de tweede editie van zijn Vite (1568): "Voor de kerk van Santa Maria Maggiore maakte hij een schilderij van Johannes de Doper in de woestijn tussen enkele rotsen" (VI, 160). Een datering rond 1540 lijkt waarschijnlijk, omdat Titiaan in deze periode het meest beïnvloed werd door de schilderkunst van de hoogrenaissance uit Toscane en Rome.
Tijdgenoten zoals Vasari en Dolce waren onder de indruk van de stilistische kenmerken van het schilderij. Onder sommige moderne critici, zoals Roberto Longhi en Rodolfo Pallucchini, kan het op minder bijval rekenen. Zij vinden het doek te gestileerd en geposeerd.  

## Voorstelling
De statige figuur van de Johannes de Doper staat in het midden van het altaarstuk. Hij steekt zijn arm op, een kenmerkend gebaar dat dient om Jezus aan te duiden. Vanuit de oorspronkelijke positie van het schilderij in de kerk wijst hij naar het hoofdaltaar. Johannes is halfnaakt, gekleed in de dierenhuid van een kluizenaar en met een stok in de hand waaraan een kruis is vastgebonden. Hij wordt vergezeld door een lam, zijn typische attribuut. Links is een klif afgebeeld die door het donkere profiel de figuur van de Doper benadrukt, waardoor diepte aan de hele compositie wordt gegeven. Rechts zijn op de achtergrond een waterval, enkele bomen, bergen en dichte wolken te zien. De stroom herinnert aan de Jordaan, waar Johannes zijn dopen uitvoerde. Om de hoofdpersoon zo goed mogelijk te laten opvallen, gebruikte Titiaan een bijzonder lage horizon. 
Waar Johannes vaak werd afgebeeld als een magere kluizenaar, is hij bij Titiaan een man in de kracht van zijn leven, gespierd en robuust. Deze stilistische kenmerken zijn ontleend aan een herinterpretatie van de klassieke kunst en vooral aan een dialoog op afstand met de kunst van Michelangelo en zijn volgelingen, die in die jaren de artistieke productie op het Italiaanse schiereiland en zelfs daarbuiten beïnvloedden. Titiaan was op zoek naar een synthese tussen de plastische benadering uit de Toscaanse traditie en de rijke chromatiek uit de Venetiaanse. 
Het hoofd van Johannes de Doper doet denken aan het beeld van de heilige dat Donatello maakte voor de Frari in Venetië.

## Afbeelding

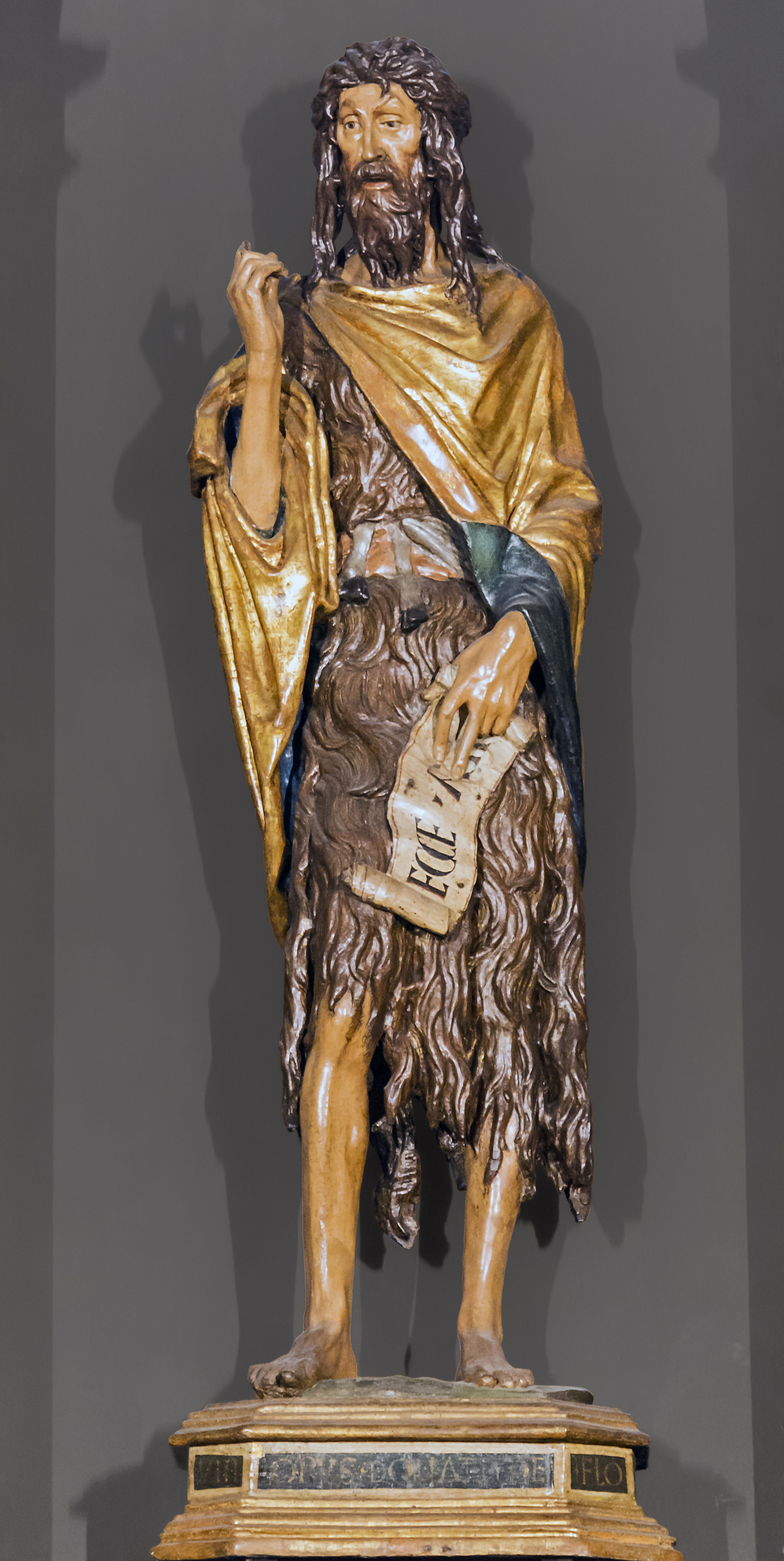
Johannes de Doper - Donatello